# Widzenie chłopca Bartłomieja
Widzenie chłopca Bartłomieja (ros. Видение отроку Варфоломею) – obraz olejny Michaiła Niestierowa, namalowany w latach 1889–1890.

## Okoliczności powstania obrazu
W twórczości Michaiła Niestierowa w pierwszym okresie jego działalności artystycznej (do rewolucji październikowej), według słów samego malarza, dominowała tematyka religijna, związana z obecnością prawosławia w kulturze rosyjskiej. Niestierow wspominał, iż pragnął uniknąć ukazywania na obrazach gwałtownych namiętności, preferując przedstawianie spokoju, harmonii pejzażu rosyjskiego i życia duchowego człowieka.
Jeden ze swoich cykli obrazów Niestierow poświęcił świętemu mnichowi Sergiuszowi z Radoneża, ukazując na dziesięciu płótnach jego życie i działalność. Pierwszy z obrazów nawiązywał do jednej z legend o św. Sergiuszu, zawartej w jego najstarszym żywocie, według której święty we wczesnym dzieciństwie otrzymał łaskę rozumienia Słowa Bożego za pośrednictwem anioła, jaki ukazał mu się pod postacią mnicha-starca. Niestierow pragnął swoimi dziełami oddać hołd świętemu, którego szczególnie podziwiał i czcił jako wzorzec osobowy, a zarazem postać kluczową dla kształtowania się duchowości rosyjskiego prawosławia.

## Opis i wymowa obrazu
Niestierow ukazał tytułowego chłopca Bartłomieja (świeckie imię Sergiusza z Radoneża) w centralnej części obrazu. Chłopiec ubrany jest w tradycyjny wiejski strój, dłonie ma złożone w modlitewnym geście. Naprzeciw niego, pod drzewem, ukazana została postać mnicha w szatach wielkiej schimy, z aureolą wokół głowy. Trzyma on w dłoniach opakowaną prosforę, którą ma zamiar wręczyć Bartłomiejowi. Postać mnicha jest źródłem światła, które ogarnia stojącego przed nim chłopca oraz najbliższą okolicę. Tłem dla sceny na pierwszym planie Nestierow uczynił krajobraz wsi Abramcewo i Komiakino z kilkoma wzniesieniami porośniętymi iglastym zagajnikiem, dwiema brzozami z lewej strony obrazu, polami, dwoma domami oraz wzniesioną w tradycyjnie rosyjskim stylu cerkwią. W planie autora miał być to zarazem idealny, pełen spokoju i harmonii pejzaż, doskonałe miejsce życia dla człowieka. Całość przepełnia spokój i melancholia; wynika ona z faktu, iż Niestierow zdawał sobie sprawę, że ideał Świętej Rusi, jaki ukazywał na obrazach, jest nieosiągalny.

## Recepcja
Obraz został wystawiony na XVIII wystawie pieriedwiżników, gdzie stał się sensacją. Został zakupiony przez kolekcjonera Pawła Trietiakowa i trafił następnie do Galerii Tretiakowskiej. Niestierow przewidywał, że Widzenie... będzie jego najbardziej znanym dziełem.